# Мішон
Мішон (в'єт. Mỹ Sơn) — храмовий комплекс часів імперії Чампа в центральній частині В'єтнаму. У 1999 році включений ЮНЕСКО в Списку всесвітньої культурної спадщини.

## Розташування
Святилище Мішон знаходиться в провінції Куангнам, в центральній частині В'єтнаму. У культурологічному плані воно становить зразок культурного обміну та інтеграції індуїстської архітектури і скульптури у традиційну матеріальну культуру Південно-Східної Азії.

## Історія
Долина Мішон, оточена високими горами, була відмінним місцем для будівництва релігійного центру королівства Чампа. Тут спорудили добре укріплену цитадель, що мала не тільки релігійне, а й стратегічне значення. Заклали цю фортецю в IV столітті, коли у Чампі проник сильний вплив індуїзму, і по всій країні почали будувати храми, присвячені Вішну, Крішні і (головним чином) Шиві. Північна частина королівства Чампа сповідувала індуїзм в масовому порядку. Однак в IV столітті була закладена лише сама цитадель, і вже пізніше, в X столітті, було побудовано більшість прекрасних храмів, 25 яких збереглися до цих пір. На жаль, весь комплекс сильно постраждав під час тривалих воєн, які велися тут з раннього середньовіччя. Так, в XI столітті багато храмів були напівзруйновані, а в XV столітті королівство Чампа припинило своє існування, і індуїзм пішов з В'єтнаму. Однак святилище Мішон було настільки великим і значним, що деякі його храми і вежі збереглися до наших днів, переживши, крім усього іншого, і американські бомбардування (нальоти американської авіації завдали святині стільки шкоди, скільки йому не було завдано за попередню тисячу років).

## Опис
Вісім груп веж і храмів Мішон, які складають сьогодні храмовий комплекс, побудовані в період часу з X по XIII століття. Всі вони збудовані з тонкої цегли з кам'яними колонами й прикрашені барельєфами на тему індуїстських міфів. Головна вежа символізує священну гору в центрі Всесвіту. Основа прямокутна і представляє людський світ. Вона зведена з кам'яних блоків та прикрашена рельєфом. Другий ярус повністю збудований з цегли, з фальшивими дверними отворами і великою кількістю барельєфів. Інтер'єри всіх храмів прості — всередині немає різьблення і барельєфів, проте є безліч маленьких ніш для ламп.
На постаменті в центрі храмового комплексу знаходиться колона-лінгам. Вона символізувала дітородний орган Шиви як духовне начало світу.
Всі вежі відокремлюються від дахів вигадливо прикрашеним бордюром. Спочатку дахи були покриті золотими або срібними пластинами — до нашого часу вони не збереглися. Переважний тут архітектурний стиль перегукується з індуїстськими архітектурними традиціями.